# Mulhouse Handball Sud Alsace
Maillots
Le Mulhouse Handball Sud Alsace était un club de handball de la région mulhousienne créé en 2007 dans le cadre d'une entente entre plusieurs clubs, l'ASCA Wittelsheim, le FC Mulhouse, l'ASPTT Mulhouse-Rixheim et l'US Altkirch dont le but est de construire une structure handball de haut-niveau.
Après avoir raté à 5 reprises l’accession en Division 1, le club est contraint de déposer le bilan en 2016.

## Histoire

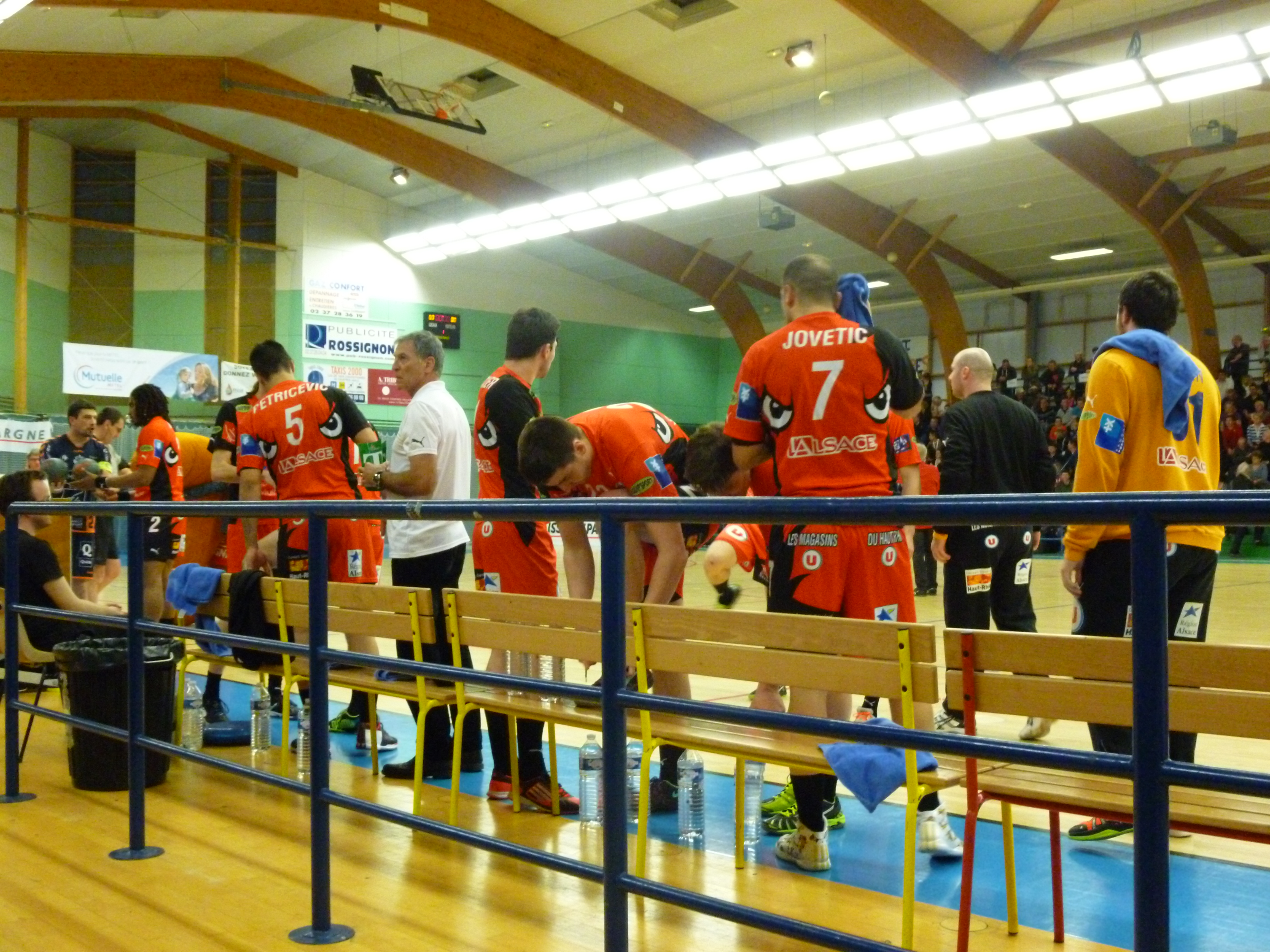
Équipe du Mulhouse Handball Sud Alsace.

En 2007, l'ASCA Wittelsheim, consciente qu’elle a atteint ses limites (en Division 2 depuis 2001), décide de s'allier aux autres gros clubs du Sud Alsace (l’ASPTT Mulhouse/Rixheim, le FC Mulhouse  et l'US Altkirch) pour former le Mulhouse Handball Sud Alsace. L'équation est simple : mutualiser les moyens, notamment les subventions publiques, pour arriver à décrocher la montée en D1. Le premier entraîneur du MHSA Milorad Davidovic doit composer avec les moyens du bord et décroche son maintien (8e place) après une fin de saison en boulet de canon.
La 2e année d'existence est beaucoup plus compliquée. Les joueurs de « Datcha » s'embourbent dans le championnat de D2 2008-2009 et touchent même le fond le 30 janvier 2009 après une défaite à Saint-Cyr qui le relègue à la dernière place de la Pro D2. Le président Jean-Paul Billig vient alors seconder son entraîneur sur le banc avant de s’en séparer trois mois plus tard. Le MHSA paiera très cher ce licenciement : Davidovic, sous contrat jusqu'en juin 2010, gagnera logiquement son procès devant le conseil de prud'hommes. Le club parvient toutefois à se maintenir à l'issue de la saison.
Pour la saison 2009-2010, malgré un recrutement de qualité avec notamment l’arrivée du gaucher italien Michele Skatar, le MHSA s’appuie sur un effectif restreint (petit budget oblige), ne décolle pas et se bagarre toute la saison pour éviter la relégation. Il sauve miraculeusement sa tête le 15 mai en allant s’imposer à Saintes et en profitant d’une défaite d’Angers à Valence.
En 2010, conscient qu’il doit tout changer, Jean-Paul Billig confie l’équipe à Brahim Ighirri qui recrute une « armée » de joueurs de talent et revanchards. Troisième cette saison 2010-2011, seulement devancé par les deux promus en D1 Créteil et Sélestat, et demi-finaliste de la Coupe de France, le MHSA devient enfin crédible aux yeux du handball français et va durablement s’installer dans le haut du tableau de la Pro D2.
Entre 2011 à 2015, le club échoue aux portes de l'accession en Division 1. Deuxième en 2013 et 2015, il aurait décroché son ticket pour l'élite si les play-offs n’avaient pas vu le jour en 2011. Trois fois finaliste, les Mulhousiens s’y sont toujours cassé les dents (sur Billère en 2012, Dijon en 2013, Chartres en 2015). 
Mais la saison 2015-2016 restera sans doute la plus douloureuse pour tous les joueurs. Sur le papier, notamment le sept de base, cette équipe a de quoi faire trembler n’importe quelle formation de Pro D2. Mais avec seulement neuf pros dans son effectif, le MHSA atteint rapidement ses limites. Surtout quand les problèmes financiers éclatent au grand jour en début d’année 2016. Les premiers retards de salaire coïncident avec les premiers résultats négatifs du groupe en février. La suite ne sera qu’une longue descente aux enfers jusqu'au dépôt de bilan à l’issue de la saison. 
L’actif sportif du MHSA est alors absorbé par le FC Mulhouse Handball, qui devient le plus grand club de handball Alsacien en termes de licenciés, de nombre d’équipes et qui continue la structuration de la formation des jeunes pour les emmener au plus haut niveau.

## Palmarès
- Troisième du Championnat de France de Division 2 en 2011, 2012, 2013, 2015 et 2016
- Demi-finaliste de la Coupe de France en 2011

## Joueurs célèbres
- Francis Franck
- Mehdi Ighirri
- Radek Motlik
- Thomas Cauwenberghs
- Michele Skatar